# Limpieza étnica

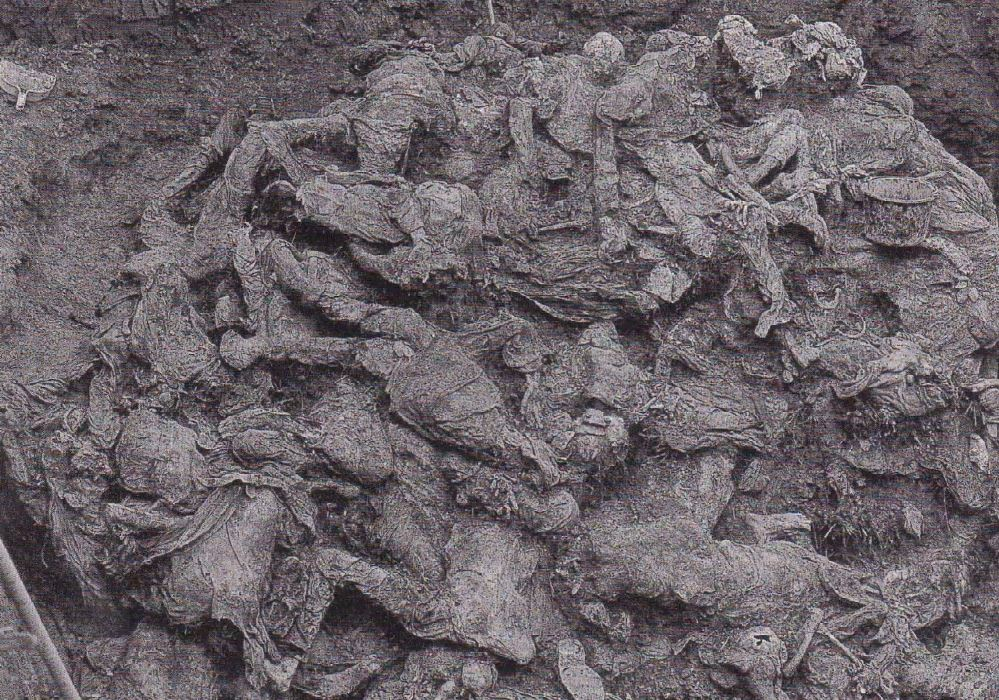
Víctimas de la masacre de Srebrenica exhumadas después de la limpieza étnica durante la guerra de Bosnia.

La limpieza étnica es la expulsión forzosa o exterminio sistemático de grupos étnicos, raciales o religiosos de una zona determinada, con la intención de hacer una región étnicamente homogénea. Junto con la expulsión directa, el exterminio, la deportación o la transferencia de población, también incluye métodos indirectos dirigidos a forzar la migración coaccionando al grupo víctima para que huya e impidiendo su regreso, como el asesinato, la violación y la destrucción de propiedades. Constituye un crimen de lesa humanidad y también puede entrar en el ámbito de la Convención para la Prevención y la Sanción del Delito de Genocidio de la ONU, aunque la limpieza étnica no tiene definición jurídica en el derecho penal internacional.
A lo largo de la historia se han producido muchos casos de limpieza étnica; el término fue utilizado por primera vez por los autores como eufemismo durante las guerras yugoslavas de la década de 1990. Desde entonces, el término ha ganado una amplia aceptación debido a que el periodismo y los medios de comunicación lo utilizan cada vez más en su significado genérico.

## Orígenes de la expresión
El concepto «limpieza étnica» se deriva de la expresión serbocroata etničko čišćenje que traducida al español significa «depuración étnica». Si bien la expresión ethnic cleansing entró en el inglés —y a través de este en las demás lenguas del mundo— como calco semántico del serbocroata etničko čišćenje (SAMPA /etnitSko tSiStS'eJe/), y durante la década de los años noventa del siglo XX se utilizó ampliamente en los medios de comunicación a raíz de las guerras yugoslavas, este concepto puede ser aplicado a otros acontecimientos históricos que tenían el objetivo de desplazar de un determinado territorio a una población étnicamente asentada, y sustituirlos por colonos étnicamente pertenecientes al pueblo agresor.

## Definiciones
La expresión «limpieza étnica» ha recibido varias definiciones. De acuerdo con Andrew Bell-Fialkoff, la expresión no resulta fácil de definir.
Mientras por un lado es prácticamente imposible distinguirla de la emigración forzosa y el intercambio de población, por otro se confunde con la deportación y el genocidio. En el nivel más general, la limpieza étnica puede entenderse como la expulsión forzosa de una población «indeseable» de un territorio dado como consecuencia de la discriminación religiosa o étnica, consideraciones de carácter político, estratégico o ideológico, o una combinación de una y otras.
Dražen Petrović propone distinguir entre definiciones amplias y restringidas. Las definiciones amplias se centran en el hecho de que la expulsión se basa en criterios étnicos, mientras que las definiciones restringidas incluyen criterios adicionales: por ejemplo, que las expulsiones sean sistemáticas, ilegales, conlleven violaciones flagrantes de los derechos humanos o estén vinculadas a un conflicto nacional o internacional contemporáneo.
Según Petrovic: limpieza étnica es una política bien definida de un grupo particular de personas para eliminar sistemáticamente de un territorio dado a otro grupo de personas por razones de su origen nacional, étnico o religioso. Una política semejante es violenta y con frecuencia se vincula a operaciones militares. Se considera que ha de llevarse a cabo por todos los medios posibles, desde la discriminación hasta el exterminio, e implica violaciones de los derechos humanos y del derecho internacional humanitario.

## Relación con otros conceptos
A grandes rasgos, las diferencias entre limpieza étnica y genocidio son menos distinguibles que sus similitudes. Ambos comparten el rechazo a minorías con características específicas como la raza, etnia, religión o adscripción política; persiguen mantener la pureza (en términos de exclusión) de un espacio concreto, sin embargo, la distinción crucial según Benjamin Lieberman encuentra en el objetivo final, a diferencia del genocidio, la limpieza étnica no tiene como objetivo el exterminio o la destrucción de un grupo en particular, sino la remoción forzada de dicho grupo. Es durante la remoción forzada en donde parece ser indistinguible uno del otro, ya que la limpieza étnica se vale de formas de violencia que son susceptibles de clasificarse como actos genocidas, o que finalmente desencadenarán un genocidio. 
El fenómeno puede ser rastreado a lo largo de la historia, las motivaciones se han ido transformando conforme la formación, desarrollo y organización de las sociedades. Sin embargo, no es hasta la década de los noventa hasta que el término aparece como una de las «formas de violencia más ampliamente conocidas dirigida en contra de grupos» y como un concepto propio de la modernidad. El debate aquí radica en que a diferencia de los reasentamientos forzados del pasado, «los esfuerzos de las limpiezas étnicas del siglo 20, han sido dirigidos por el incremento de movimientos nacionalistas con teorías racistas alimentados por el deseo de "purificar" la nación mediante la expulsión (y en muchos casos destruyendo) grupos considerados alien».
La controversia parece estar alimentada por los vacíos jurídicos en torno a la limpieza étnica, ya que nunca ha sido codificado en el derecho internacional. (ver situación legal) Por ende, el término resulta casi invisible o carente de importancia por lo menos en el plano jurídico-formal. 
Lo cierto es que la limpieza étnica es un hecho distinguible de los conceptos con los que se confunde o se asocia comúnmente (Migración forzosa, Genocidio); si bien la barrera es delgada, cada fenómeno tiene motivaciones y alcances específicos. La situación más común, es que se presente dentro de un genocidio o que sea una condición que lo provoque.
Para Michael Mann, la limpieza étnica es la eliminación, por parte de un grupo étnico dominante, de otra etnia de su propia sociedad. Mann distingue entre limpieza parcial y total, y la clasifica según cinco niveles de violencia, el más bajo de los cuales sería la limpieza voluntaria, en forma de asimilación cultural; el más violento correspondería al genocidio.

### Limpieza étnica y genocidio
Ambos conceptos están vinculados, hasta el punto que la asamblea general de la ONU declaró que la limpieza étnica es una forma de genocidio. Sin embargo, ambos términos no son sinónimos, por lo que es importante saber en qué se distingue cada término. El término «genocidio» fue acuñado por primera vez por Raphael Lemkin y se refiere a «cualquiera de los actos perpetrados con la intención de destruir, total o parcialmente, a un grupo nacional, étnico, racial o religioso como tal». Mientras que en general, se entiende como «limpieza étnica» a la expulsión de un territorio de una población «indeseable».
En los casos de genocidio suelen darse procesos de limpieza étnica, bien como paso previo o como consecuencia de los actos genocidas. Esto ocurrió en el Holocausto y en el genocidio de Ruanda de 1994, por ejemplo. 
Sin embargo, pueden darse procesos de limpieza étnica, entendidos como desplazamientos forzados o inducidos de población, sin intención expresa de destruir físicamente al grupo. Este es el caso de la «transferencia» de población árabe hacia el exterior de los territorios controlados por Israel, o los intercambios de población entre Grecia y Turquía, la Unión Soviética y Alemania, o India y Pakistán. En estos casos se podría hablar de limpieza étnica, pero no de genocidio.[cita requerida]

## Situación legal
La limpieza étnica tiene lugar sin una reparación legal y sostiene que si surgen circunstancias similares en el futuro, se permitirá el precedente de otras poblaciones de derecho internacional.
Dentro de la resolución 780 del Consejo de Seguridad de las Naciones Unidas y conforme a las resoluciones 713 y 771, y las resoluciones consecuentes a la 780 abarca que constituyen a crímenes en contra de la humanidad (actos repugnantes y terribles) cometidos por el gobierno o un grupo de personas ante el odio racial y esta se encuentra dentro de la resolución de 1992.
Ante el Tribunal Penal Internacional constituye que los crímenes de guerra y la agresión lo abarcan en la resolución 260 y durante estos períodos de la historia el genocidio ha infligido grandes pérdidas a la humanidad durante todas sus décadas; y está trata a su vez de que está convencida en que para liberar a la humanidad de un evento con tantos precedentes se necesita la cooperación internacional.

## Casos

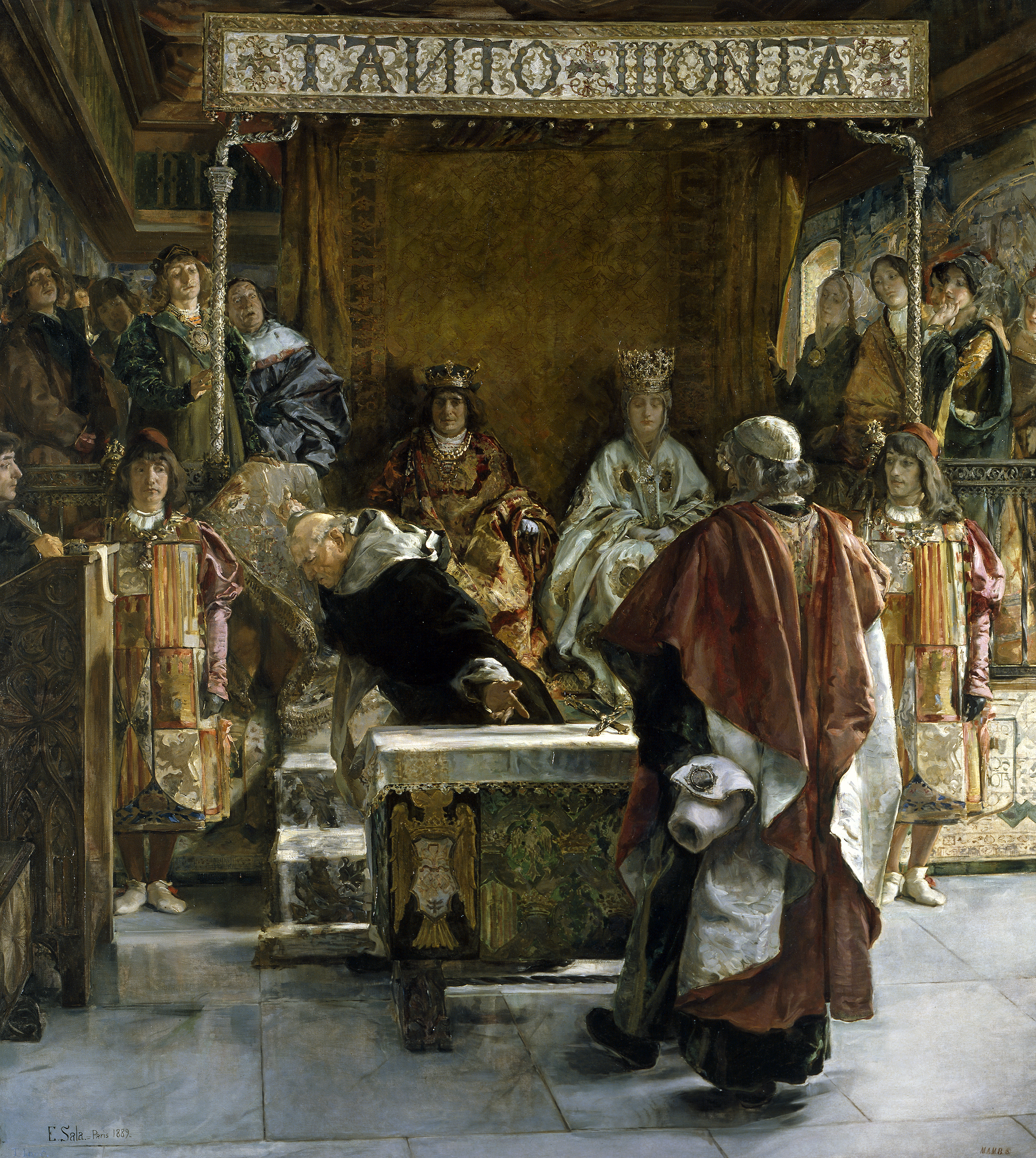
Expulsión de los judíos de España (año 1492), según Emilio Sala (1889).

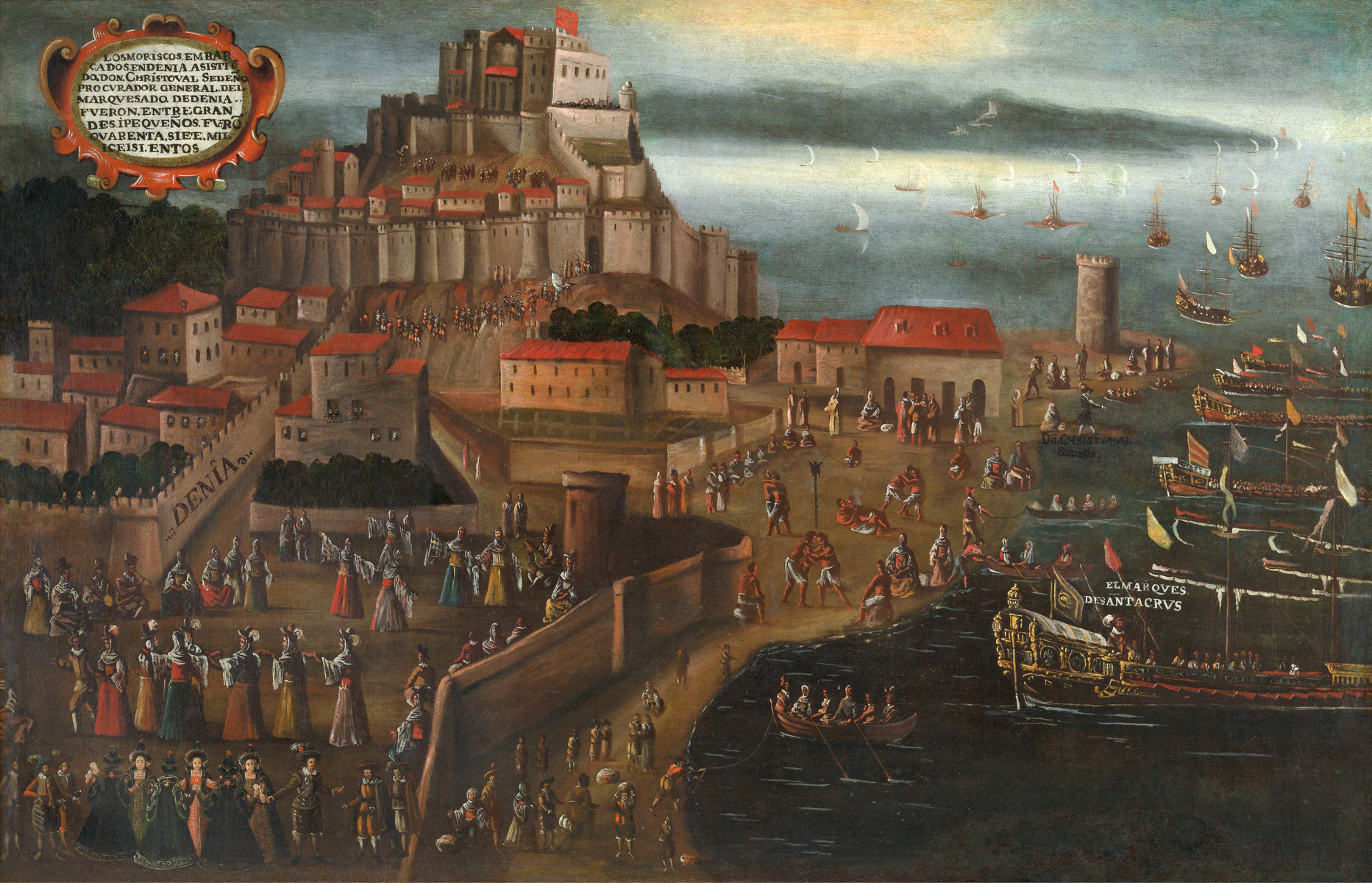
Moriscos partiendo al exilio en el puerto de Denia tras la expulsión de los moriscos de la Monarquía Hispánica durante el reinado de Felipe III.

Desde tiempos antiguos, una de las formas de control territorial más usadas por los estados e imperios fue el cambio de poblaciones por grupos considerados más proclives o leales al conquistador, en reemplazo de aquellas que pudieran ser peligro de rebeliones o traiciones al poder político. En el Imperio romano fue común el establecimiento de colonias de población mayoritariamente latina en lugares donde hubo pueblos que ofrecieron resistencia a la conquista. En el Imperio Inca era conocida la institución de los mitimaes, grupos enviados a lugares alejados del territorio para asegurar la posesión territorial y el cambio cultural, o para desterrar poblaciones rebeldes.
La limpieza étnica también tuvo componentes religiosos, sobre todo cuando la etnia afecta no se sometía al culto del conquistador. Prueba de ello fueron la expulsión de judíos y de moriscos a fines del siglo XV en los reinos de Castilla y Aragón, como forma de asegurar la unidad política y religiosa de los reinos mencionados. También, las plantaciones de Irlanda iniciadas durante el Protectorado de Oliver Cronwell, para desplazar a la población católica celta por colonos anglosajones protestantes.
El auge del Estado Nación y el ideal homogeneizador que trajo promovió aún más la idea de desplazamiento de aquellas minorías étnicas que pudieran resultar en incordio para el poder estatal. Pueden citarse casos como la expulsión de los polacos católicos de la Prusia protestante, el genocidio circasiano ocasionado por el Imperio ruso, o la expulsión y masacre de blancos y mulatos en la recién independizada Haití.
Por otro lado, la necesidad de control de amplias porciones de territorio en América llevó a que los estados expulsaran poblaciones nativas de lugares y su reemplazo por colonos tanto nacionales como extranjeros, que fueran más acordes a las pretensiones estatales. Ejemplos de ello fueron el Sendero de Lágrimas en Estados Unidos, la Conquista del Desierto en Argentina o la Pacificación de la Araucanía en Chile.
En el siglo XX, se ejerció esta labor contra poblaciones acusadas de favorecer intereses de estados extranjeros, sobre todo en tiempos de guerra. El caso más destacado, que dio origen al concepto de genocidio, fue la persecución y muerte de los armenios del Imperio Otomano, en plena Primera Guerra Mundial. Al final de esa guerra, el intercambio de poblaciones turcas y griegas tuvo propósitos de eliminar aquellas minorías que pudieran generar problemas entre ambos países. 

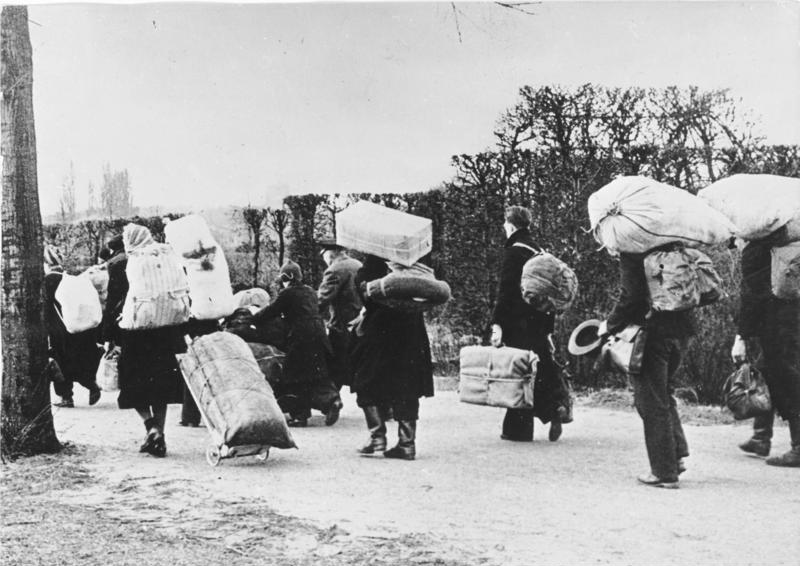
Alemanes étnicos saliendo de un país ocupado por las fuerzas soviéticas, tras el fin de la Segunda Guerra Mundial.

Más tarde, la Unión Soviética padeció el destierro de poblaciones como chechenos y crimeo-tártaros, acusados de colaborar con el Tercer Reich, o la expulsión de alemanes étnicos de varios países de Europa por su identificación con tal régimen tras la Segunda Guerra Mundial.
También, el conflicto árabe israelí motivó el desplazamiento forzado de diversas poblaciones, como los árabes de Palestina o los judíos de varios países árabes o musulmanes. También puede citarse la huida o expulsión de los antiguos colonos franceses de Argelia (pieds-noirs) tras la Guerra de Independencia de ese país, o los desplazamientos masivos de poblaciones hindúes y musulmanas entre India y Pakistán tras la partición del Indostán.
En los últimos años, destacaron la persecución de la población albano-kosovar en la Serbia gobernada por Milosevic, o el desplazamiento de los rohinyás musulmanes de la Birmania budista. Tras la victoria azerí en los enfrentamientos entre Azerbaiyán y Artsaj de 2023, más de 100.000 habitantes de Arstaj huyeron a Armenia ante el miedo a represalias. En la Guerra de Gaza, un documento interno del Ministerio de Inteligencia israelí recomendaba como mejor opción al conflicto la expulsión de los 2,3 millones de gazatíes a Egipto, y tanto numerosos ministros israelíes como el presidente estadounidense, Donald Trump, ha propuesto la limpieza étnica como una solución para el conflicto.